# Cinque a zero
Cinque a zero («Cinco a cero» en italiano) es una película de comedia deportiva italiana de 1932 dirigida por Mario Bonnard y protagonizada por Angelo Musco, Milly y Osvaldo Valenti. Se inspiró en una victoria por 5-0 de A. S. Roma contra sus rivales Juventus en 1931.

## Argumento
Al presidente de un club de fútbol le preocupa que su capitán esté pasando demasiado tiempo enamorando a una célebre cantante de club nocturno y no entrenando lo suficiente.

## Reparto
- Angelo Musco como Presidente del club de fútbol.
- Milly como Billie Grac, la cantante.
- Osvaldo Valenti como Barenghi.
- Franco Coop como Director de la orquesta del Eden.
- Mario Siletti como Profesor de Matemáticas.
- Luciano Molinari como Director del Teatro.
- Maurizio D'Ancora como Masajista.
- Oreste Bilancia como Masajista.
- Tina Lattanzi como Esposa del presidente.
- Aristide Garbini como Miembro del Club.
- Umberto Sacripante como Miembro del Club.
- Maria Donati como Espectador.
- Giorgio Bianchi como Ejecutivo.
- Armando Fineschi como Ejecutivo.
- Mario Colli como Ejecutivo.
- Augusto Bandinicomo Augusto.
- Camillo Pilotto como Adjunto de Augusto.
- Niní Gordini Cervi como hermana de Billie.
- Ugo Fasano como Entrenador.
- Totò Mignone como Entrenador asistente.
- Attilio Ferraris como Él mismo.
- Fulvio Bernardini como Él mismo.
- Arturo Chini Ludueña como Él mismo.
- Bruno Dugoni como Él mismo.
- Fernando Eusebio como Él mismo.
- Cesare Augusto Fasanelli como Él mismo.
- Guido Masetti como Él mismo.
- Attilio Mattei como Él mismo.
- Rodolfo Volk como Él mismo.

## Producción
Se rodó en los estudios Caesar Film e incluyó escenas con los jugadores de la Roma de la vida real.